# Dajana Kirillova
Dajana Kirillova (in russo Даяна Кириллова?; Kazan', 16 aprile 2002) è una cantante russa.
Ha rappresentato il proprio paese al Junior Eurovision Song Contest 2013.
Nel luglio del 2013 ha anche rappresentato la Russia nel concorso per bambini del festival Slavianski Bazaar, dove si è piazzata al terzo posto.
L'anno precedente, nel 2012, si è piazzata al secondo posto nella selezione nazionale per il Junior Eurovision Song Contest 2012.